# Torre Antel
Torre Antel is een wolkenkrabber in de Uruguayaanse hoofdstad Montevideo. Het gebouw is met een hoogte van 157,6 meter het hoogste gebouw van het land. De kosten van het gebouw bedroegen USD 102 miljoen.